# Харальд I (король Мэна)
Харальд I (Харальд Олафссон, Аральт мак Амлайб) (ок. 1222/1223 — 1248) — король Мэна и Островов из скандинавской династии Крованов (1237—1248). Один из сыновей короля Островов Олафа Гудредарсона. Личность его матери неизвестна. Когда скончался его отец в 1237 году, ему было 14 лет.
Король Мэна и Островов Харальд Олафссон отказывался повиноваться королю Норвегии Хакону Хаконарсону, который изгнал его с острова Мэна. Харальд вынужден был отправиться в Норвегию, где провёл приблизительно два-три года, прежде чем был восстановлен в качестве короля Мэна и Островов. Харальд Олафссон правил в период притязаний на Королевство Островов со стороны королей Англии, Норвегии и Шотландии. Как и его отец и младший брат Магнус, король Харальд был посвящён в рыцари английским королём Генрихом III Плантагенетом. В конце 1247 года Харальд Олафссон отправился в Норвегию, где женился на Сесилии, внебрачной дочери короля Хакона Хаконарсона, вступив в родственный союз с норвежской короной. Осенью 1248 года на обратном пути из Норвегии корабль Харальда и Сесилии затонул в море к югу от Шетландских островов. Известия о смерти Харальда дошли до острова Мэн весной 1249 года, когда его младший брат Рагнальд был провозглашен новым королём Мэна и Островов.

## Биография
Харальд был сыном Олафа Годредарсона, короля Островов (ум. 1237) и членом скандинавской династии Крованов. Личность матери Харальда достоверно неизвестна. Олаф был дважды женат. Его первой женой была «Lauon», происходившая из рода Сомерленда. Она была дочерью либо Руаири мак Рональда, или Дональда мак Рональда, либо Ранальда. Вторично Олаф женился на Кристине, дочери графа Росса Ферхара (1223—1251). Хроники Мэна сообщают, что Олаф скончался в 1237 году, и указывают, что Харальду было тогда 14 лет. Таким образом, Кристина, вторая жена Олафа, может быть матерью Харальда.
Харальд Олафссон правил во время период затишья в междоусобной борьбе за королевский престол между двумя враждующими ветвями династии Крованов. Истоки междоусобицы уходят в конец XII века, когда скончался Годред Олафссон, король Дублина и Мэна (ум. 1187), деда Харальда по отцовской линии. После смерти Годреда королевский трон занял его старший сын Рагнальд Годредарсон (ум. 1229). Несмотря на то, что Рагнальд был старшим сыном Годреда и имел поддержку островитян, его мать была наложницей. Вскоре против Рагнальда выступил его младший сводный брат Олаф Годредарсон (ум. 1237). В 1220-х годах между братьями происходила борьба за власть над королевством. Годред (Гофрайд) Рагнальдссон, сын Рагнальда, был взят в плен и изуродован своим дядей Олафом. В 1226 году Олаф Годредарсон занял королевский престол, изгнав своего сводного брата Рагнальда. В 1229 году в сражении с Олафом Рагнальд Годредарсон погиб. В 1231 году Королевство Островов было разделено между Олафом Годредарсоном и его племянником Годредом Рагнальдссоном. В том же году последний был убит. Олаф Годредарсон стал единоличным правителем Мэна и Островов.
На Гебриды («Южные острова») претендовали короли Норвегии, Шотландии и Англии. В конце 11- начале XII века норвежский король Магнус Голоногий подчинил своей власти Оркнейские острова, Гебриды и остров Мэн. Во время правления Харальда королём Норвегии являлся Хакон Хаконарсон (ум. 1263), могущественный правитель, который в конце своего правления стремился укрепить королевскую власть во всех отдаленных скандинавских владениях, таких как Южные острова. В то же время шотландский король Александр II (1214—1249), добившийся контроля над западным побережьем Шотландии, пытался расширить шотландское влияние и дальше на островах. Английский король Генрих III Плантагенет также проявлял интерес к островам и стремился, чтобы короли Мэна и Островов из рода Крованов перешли под власть английской короны.

## Правление
После смерти своего отца в 1237 году Харальд Олафссон стал новым королём Мэна и Островов. Хроники Мэна сообщают, что в 1238 году представители короля Норвегии Хакона Хаконарсона, прибывшие на остров Мэна, отстранили от власти и изгнали Харальда Олафссона, который отказался оказать почести своему сюзерену, норвежскому королю. Его отец Олаф Годредарсон вначале признавал ленную зависимость от короля Норвегии, но в 1235 году стал вассалом короля Англии Генриха III Плантагенета.
После нескольких безуспешных попыток изгнать норвежских наместников с острова Мэн и Гебридских островов Харальд Олафссон отправился в Норвегию, где находился в течение двух-трех лет. В конце концов норвежский король Хакон Хаконарсон примирился с Харальдом и восстановил его на королевском престоле в качестве своего вассала. Хроники Мэна сообщают, что жители острова радовались возвращению короля Харальда, который после этого правил тихо и мирно, наслаждаясь дружбой с королями Англии и Шотландии.
Как и его отец Олаф до него и его младший брат Магнус после него, Харальд Олафссон был посвящён в рыцари королём Англии Генрихом III Плантагенетом. Хроники Мэна утверждают, что событие имело место в 1247 году, и уточняют, что Харальд вернулся домой с «большой честью и большими подарками». Английский хронист Матвей Парижский сообщал, что Харальд был посвящён в рыцари на Пасху 1246 года.

## Родословная Харальда
| Годред II (ум. 1187) король Островов (1153-1156, 1164-1187) |                                                        |                                                        |                                                        |                                                        |                                                        |  |  |                                                         |                                                         |                                                         |                                                         |                                                         |                                                         |  |  |                                                         |                                                         |                                                         |                                                         |                                                         |                                                         |  |  |                                                          |                                                          |                                                          |                                                          |                                                          |                                                          |  |  |  |  |  |  |  |  |  |  |  |  |  |  |  |  |  |  |  |  |  |  |  |  |
|                                                             |                                                        |                                                        |                                                        |                                                        |                                                        |  |  |                                                         |                                                         |                                                         |                                                         |                                                         |                                                         |  |  |                                                         |                                                         |                                                         |                                                         |                                                         |                                                         |  |  |                                                          |                                                          |                                                          |                                                          |                                                          |                                                          |  |  |  |  |  |  |  |  |  |  |  |  |  |  |  |  |  |  |  |  |  |  |  |  |
|                                                             |                                                        |                                                        |                                                        |                                                        |                                                        |  |  |                                                         |                                                         |                                                         |                                                         |                                                         |                                                         |  |  |                                                         |                                                         |                                                         |                                                         |                                                         |                                                         |  |  |                                                          |                                                          |                                                          |                                                          |                                                          |                                                          |  |  |  |  |  |  |  |  |  |  |  |  |  |  |  |  |  |  |  |  |  |  |  |  |
| Рёгнвальд IV (убит в 1229) король Островов (1187-1226)      | Рёгнвальд IV (убит в 1229) король Островов (1187-1226) | Рёгнвальд IV (убит в 1229) король Островов (1187-1226) | Рёгнвальд IV (убит в 1229) король Островов (1187-1226) | Рёгнвальд IV (убит в 1229) король Островов (1187-1226) | Рёгнвальд IV (убит в 1229) король Островов (1187-1226) |  |  | Иварр                                                   | Иварр                                                   | Иварр                                                   | Иварр                                                   | Иварр                                                   | Иварр                                                   |  |  | Олаф III (умер в 1237) король Островов (1226-1237)      | Олаф III (умер в 1237) король Островов (1226-1237)      | Олаф III (умер в 1237) король Островов (1226-1237)      | Олаф III (умер в 1237) король Островов (1226-1237)      | Олаф III (умер в 1237) король Островов (1226-1237)      | Олаф III (умер в 1237) король Островов (1226-1237)      |  |  |                                                          |                                                          |                                                          |                                                          |                                                          |                                                          |  |  |  |  |  |  |  |  |  |  |  |  |  |  |  |  |  |  |  |  |  |  |  |  |
| Рёгнвальд IV (убит в 1229) король Островов (1187-1226)      | Рёгнвальд IV (убит в 1229) король Островов (1187-1226) | Рёгнвальд IV (убит в 1229) король Островов (1187-1226) | Рёгнвальд IV (убит в 1229) король Островов (1187-1226) | Рёгнвальд IV (убит в 1229) король Островов (1187-1226) | Рёгнвальд IV (убит в 1229) король Островов (1187-1226) |  |  | Иварр                                                   | Иварр                                                   | Иварр                                                   | Иварр                                                   | Иварр                                                   | Иварр                                                   |  |  | Олаф III (умер в 1237) король Островов (1226-1237)      | Олаф III (умер в 1237) король Островов (1226-1237)      | Олаф III (умер в 1237) король Островов (1226-1237)      | Олаф III (умер в 1237) король Островов (1226-1237)      | Олаф III (умер в 1237) король Островов (1226-1237)      | Олаф III (умер в 1237) король Островов (1226-1237)      |  |  |                                                          |                                                          |                                                          |                                                          |                                                          |                                                          |  |  |  |  |  |  |  |  |  |  |  |  |  |  |  |  |  |  |  |  |  |  |  |  |
|                                                             |                                                        |                                                        |                                                        |                                                        |                                                        |  |  |                                                         |                                                         |                                                         |                                                         |                                                         |                                                         |  |  |                                                         |                                                         |                                                         |                                                         |                                                         |                                                         |  |  |                                                          |                                                          |                                                          |                                                          |                                                          |                                                          |  |  |  |  |  |  |  |  |  |  |  |  |  |  |  |  |  |  |  |  |  |  |  |  |
|                                                             |                                                        |                                                        |                                                        |                                                        |                                                        |  |  |                                                         |                                                         |                                                         |                                                         |                                                         |                                                         |  |  |                                                         |                                                         |                                                         |                                                         |                                                         |                                                         |  |  |                                                          |                                                          |                                                          |                                                          |                                                          |                                                          |  |  |  |  |  |  |  |  |  |  |  |  |  |  |  |  |  |  |  |  |  |  |  |  |
|                                                             |                                                        |                                                        |                                                        |                                                        |                                                        |  |  |                                                         |                                                         |                                                         |                                                         |                                                         |                                                         |  |  |                                                         |                                                         |                                                         |                                                         |                                                         |                                                         |  |  |                                                          |                                                          |                                                          |                                                          |                                                          |                                                          |  |  |  |  |  |  |  |  |  |  |  |  |  |  |  |  |  |  |  |  |  |  |  |  |
| Годред III (убит в 1231) король Островов (1230/1231)        | Годред III (убит в 1231) король Островов (1230/1231)   | Годред III (убит в 1231) король Островов (1230/1231)   | Годред III (убит в 1231) король Островов (1230/1231)   | Годред III (убит в 1231) король Островов (1230/1231)   | Годред III (убит в 1231) король Островов (1230/1231)   |  |  | Харальд I (ум. 1248) король Мэна и Островов (1237-1248) | Харальд I (ум. 1248) король Мэна и Островов (1237-1248) | Харальд I (ум. 1248) король Мэна и Островов (1237-1248) | Харальд I (ум. 1248) король Мэна и Островов (1237-1248) | Харальд I (ум. 1248) король Мэна и Островов (1237-1248) | Харальд I (ум. 1248) король Мэна и Островов (1237-1248) |  |  | Рёгнвальд V (убит в 1249) король Мэна и Островов (1249) | Рёгнвальд V (убит в 1249) король Мэна и Островов (1249) | Рёгнвальд V (убит в 1249) король Мэна и Островов (1249) | Рёгнвальд V (убит в 1249) король Мэна и Островов (1249) | Рёгнвальд V (убит в 1249) король Мэна и Островов (1249) | Рёгнвальд V (убит в 1249) король Мэна и Островов (1249) |  |  | Магнус III (ум. 1265) король Мэна и Островов (1252-1265) | Магнус III (ум. 1265) король Мэна и Островов (1252-1265) | Магнус III (ум. 1265) король Мэна и Островов (1252-1265) | Магнус III (ум. 1265) король Мэна и Островов (1252-1265) | Магнус III (ум. 1265) король Мэна и Островов (1252-1265) | Магнус III (ум. 1265) король Мэна и Островов (1252-1265) |  |  |  |  |  |  |  |  |  |  |  |  |  |  |  |  |  |  |  |  |  |  |  |  |
| Годред III (убит в 1231) король Островов (1230/1231)        | Годред III (убит в 1231) король Островов (1230/1231)   | Годред III (убит в 1231) король Островов (1230/1231)   | Годред III (убит в 1231) король Островов (1230/1231)   | Годред III (убит в 1231) король Островов (1230/1231)   | Годред III (убит в 1231) король Островов (1230/1231)   |  |  | Харальд I (ум. 1248) король Мэна и Островов (1237-1248) | Харальд I (ум. 1248) король Мэна и Островов (1237-1248) | Харальд I (ум. 1248) король Мэна и Островов (1237-1248) | Харальд I (ум. 1248) король Мэна и Островов (1237-1248) | Харальд I (ум. 1248) король Мэна и Островов (1237-1248) | Харальд I (ум. 1248) король Мэна и Островов (1237-1248) |  |  | Рёгнвальд V (убит в 1249) король Мэна и Островов (1249) | Рёгнвальд V (убит в 1249) король Мэна и Островов (1249) | Рёгнвальд V (убит в 1249) король Мэна и Островов (1249) | Рёгнвальд V (убит в 1249) король Мэна и Островов (1249) | Рёгнвальд V (убит в 1249) король Мэна и Островов (1249) | Рёгнвальд V (убит в 1249) король Мэна и Островов (1249) |  |  | Магнус III (ум. 1265) король Мэна и Островов (1252-1265) | Магнус III (ум. 1265) король Мэна и Островов (1252-1265) | Магнус III (ум. 1265) король Мэна и Островов (1252-1265) | Магнус III (ум. 1265) король Мэна и Островов (1252-1265) | Магнус III (ум. 1265) король Мэна и Островов (1252-1265) | Магнус III (ум. 1265) король Мэна и Островов (1252-1265) |  |  |  |  |  |  |  |  |  |  |  |  |  |  |  |  |  |  |  |  |  |  |  |  |
| Харальд II, король Островов (1249-1250)                     |                                                        |                                                        |                                                        |                                                        |                                                        |  |  |                                                         |                                                         |                                                         |                                                         |                                                         |                                                         |  |  |                                                         |                                                         |                                                         |                                                         |                                                         |                                                         |  |  |                                                          |                                                          |                                                          |                                                          |                                                          |                                                          |  |  |  |  |  |  |  |  |  |  |  |  |  |  |  |  |  |  |  |  |  |  |  |  |

## Династический альянс
Осенью 1247 года король Харальд Олафссон вторично совершил путешествие в Норвегию, о чём свидетельствуют Хроники Мэна и Сага о Хаконе Хаконарсоне. Норвежский король Хакон выдал свою овдовевшую дочь Сесилию замуж за своего вассала, короля Мэна Харальда Олафссона. Также Сага о Хаконе Хаконарсоне сообщает, что когда Харальд находился ещё в Норвегии, туда прибыли его соперники Юэн Макдугалл, лорд Аргайла (ум. 1268) и Дугал мак Руаиди (ум. 1268), которые претендовали на королевскую власть на Гебридских островах. Юэн и Дугал принесли Хакону ленную присягу на верность.
В 1248 году Хроники Мэна, Сага о Хаконе Хаконарсоне и исландские саги свидетельствуют, что Харальд и его жена Сесилия утонули во время возвращения из Норвегии на острова. Кораблекрушение произошло к югу от Шетландских островов, между Самборо-Хед и островом Фэр-Айл.

## Последствия
Смерть Харальда привела к продолжению междоусобной борьбы за власть среди его семьи. Известия о смерти Харальда достигли острова Мэн весной 1249 года. Согласно Хроникам Мэна, 6 мая 1249 года королём стал Рагнальд Олафссон, младший брат Харальда. Однако он правил только несколько недель и был убит 30 мая того же года. После гибели Рагнальда новым королём Мэна стал его двоюродный брат Харальд Годредарсон (1249—1250), который изгнал всех соратников Харальда Олафссона, заменив их своими людьми.
Узнав о гибели своего зятя и дочери, норвежский король Хакон Хаконарсон отправил на Гебриды Юэна Макдугалла, лорда Аргайла, пожаловав ему титул короля Островов. Но Юэн Макдугалл, став вассалом норвежского короля в качестве правителя Островов, также владел областью Аргайл в Шотландии. Шотландская корона стремилась захватить Гебриды у Норвегии и расширить свою власть в Аргайле. В том же 1249 года в Аргайл вторглась шотландская армия Александра II. Согласно норвежской «Саге о Хаконе Хаконарсоне», король Шотландии потребовал от Юэна уступки нескольких крепостей на островах и разрыва вассальной зависимости от Норвегии. Юэн отказался нарушить клятву верности норвежскому королю и под натиском шотландской армии был вынужден покинуть Аргайл. Юэн Макдугалл бежал из Аргайла на Северные Гебриды. В июле 1249 года после смерти шотландского короля военные действия прекратились.